# Nyctaegeria rohani
Nyctaegeria rohani är en fjärilsart som beskrevs av Le Cerf 1915. Nyctaegeria rohani ingår i släktet Nyctaegeria och familjen glasvingar. Inga underarter finns listade i Catalogue of Life.